# 月がとっても青いから
「月がとっても青いから」（つきがとってもあおいから、初出時の表記は「月がとつても靑いから」）は、1955年に発表され、歌手の菅原都々子（初出時の表記は「菅原ツヅ子」）が大ヒットさせた日本の歌謡曲。

## 概説
作詞：清水みのる、作曲：陸奥明。
陸奥が娘の都々子のイメージチェンジを賭けて売り出し、現在の市場規模の30分の1の時代、100万枚を超える大ヒットとなった。1955年度のテイチクの歌謡曲レコード売上の年間1位を記録した。この曲で菅原は歌手としての地位を不動のものにした。
1955年12月20日、日活製作の同名の映画が公開された。
後にレコード化した歌手に、石原裕次郎、森昌子、天童よしみ、遊佐未森、氷川きよし等がおり、その他にも世代を問わず多数の歌手によって歌われている。カラオケ化もされるなど、日本のスタンダード曲として長く歌い継がれている。